# Karlo Matković
Karlo Matković, né le 30 mars 2001 à Livno en Bosnie-Herzégovine, est un joueur croate de basket-ball évoluant aux postes d'ailier fort et pivot.

## Biographie
Il est choisi en 52e position de la draft 2022 par les Pelicans de La Nouvelle-Orléans.